# شيزو أكيرا
شيزو أكيرا (باليابانية: 審良静男)‏ (27 يناير 1953 في هيغاشي-أوساكا) عالم مناعة، وأستاذ جامعي، وطبيب من اليابان.

## الجوائز
- جائزة مؤسسة غيردنر الدولية
- German Immunology Prize  [لغات أخرى]‏
- جائزة وليام كولي [الإنجليزية]‏
- جائزة كيو للعلوم الطبية
- الجائزة الملكية للأكاديمية اليابانية [الإنجليزية]‏
- صاحب الاستحقاق الثقافي  [لغات أخرى]‏
- جائزة أساهي
- جائزة روبرت كوخ للعلوم[8][9]